# Mario Bianchi (réalisateur)
Pour les articles homonymes, voir Mario Bianchi et Bianchi.
Mario Bianchi est un réalisateur, scénariste et producteur italien né le 7 janvier 1939 à Rome et mort le 27 juillet 2022.

## Biographie
Fils du réalisateur Roberto Bianchi Montero, Mario Bianchi naît le 7 janvier 1939 à Rome. En 1967, il débute comme assistant réalisateur sur des films de Siro Marcellini, Ferdinando Baldi et de son père ; il contribue également plusieurs fois au scénario. En 1971, il réalise pour la première fois lui-même des westerns spaghetti, des poliziottesco et des giallo. Ses films ont été globalement mal perçus par la critique italienne de l'époque. Il crée également des sceneggiata napoletana, des pièces de théâtre musicales.
En 1983, il se lance dans le cinéma pornographique. Il est devenu un spécialiste du domaine et a dirigé des acteurs connus du genre tels que Rocco Siffredi, Roberto Malone, Moana Pozzi, Angelica Bella, Vampirella, Rossana Doll (it), Manya, Jessica Rizzo et la Cicciolina. 
Bianchi a utilisé de nombreux pseudonymes, dont David Bird, Frank Bronston, Alan W. Cools, Mark B. Light, Robert Martin, Nicholas Moore, Stuart Murphy, Renzo Spaziani, Cesar White, Martin White, Arthur Wolf, Tony Yanker ou Jim Reynolds,.

## Filmographie non-pornographique

### Réalisateur
- 1971 : Au nom du père, du fils et du colt... (In nome del padre, del figlio e della Colt)
- 1972 : Poker d'as pour un gringo (Hai sbagliato... dovevi uccidermi subito!)
- 1973 : Requiem pour un tueur (Mi chiamavano Requiescat... ma avevano sbagliato) — également connu sous le titre Le Rescapé de la vallée de la mort
- 1973 : Des Dollars plein la gueule (Più forte sorelle)
- 1976 : L'infermiera di mio padre (it)
- 1976 : La cameriera nera (it)
- 1976 : Vento, vento, portali via con te (it)
- 1977 : La banda Vallanzasca (it)
- 1978 : Provincia violenta
- 1978 : Messo comunale praticamente spione (it) (L'infermiera di campagna)
- 1978 : Les Cinq de la section spéciale (Napoli... i 5 della squadra speciale)
- 1979 : I guappi non si toccano
- 1981 : La dottoressa di campagna (it)
- 1981 : Chiamate 6969: taxi per signora (it)
- 1982 : Blanche-Neige et les sept sadiques (it) (Biancaneve & Co.)
- 1982 : La bimba di Satana (it)
- 1983 : Vieni, vieni da me amore mio (it)
- 1986 : Una storia ambigua (it)
- 1988 : Riflessi di luce (it)
- 1988 : Non aver paura della zia Marta (it)
- 1989 : Jiboa, il sentiero dei diamanti (it)

### Scénariste
- 1971 : Poker d'as pour un gringo (Hai sbagliato... dovevi uccidermi subito!) de Mario Bianchi
- 1972 : La Proie des nonnes (L'arma, l'ora, il movente) de Francesco Mazzei
- 1972 : Estratto dagli archivi segreti della polizia di una capitale europea de Riccardo Freda

### Acteur
- 1958 : Gagliardi e pupe (it) de Roberto Bianchi Montero
- 1969 : Trente-Six Heures en enfer (36 ore all'inferno ) de Roberto Bianchi Montero
- 1977 : Opération K de Luigi Petrini : Inspecteur Aldobrandi
- 1977 : La banda Vallanzasca (it) de Mario Bianchi : Le tueur
- 1977 : La bravata (it) de Roberto Bianchi Montero : Piero
- 1978 : Provincia violenta de Mario Bianchi : Commissaire Lozzi
- 1978 : Les Cinq de la section spéciale (Napoli... i 5 della squadra speciale) : Mario
- 1979 : I guappi non si toccano de Mario Bianchi : Le nervi de Jacomino
- 1988 : Non aver paura della zia Marta (it) de Mario Bianchi : Le passant qui regarde par-dessus son épaule quand il croise Nora

## Filmographie pornographique
- Marina miele selvaggio (1984) (sous le nom de Martin White)
- Marina Hard Core (1985)
- Marina, i desideri di una nobildonna (1986) (sous le nom de Martin White)
- Marina e il suo cinema (1986)
- Ramba sfida la bestia (1987) (coréalisé avec Salvatore Di Liberto, tous deux crédités sous les noms de Salvo & Martin)[5]
- Le calde labbra di Valery e Jessica (1987) (sous le nom de Martin White)
- Belve del sesso (1987)
- Marina, un vulcano di piacere (1987) (sous le nom de Martin White)[6]
- Valerie la calda bestia (1987) (coréalisé avec Salvatore Di Liberto, tous deux crédités sous les noms de Salvo & Martin)
- La scuola di piaceri proibiti (1987) (sous le nom de Martin White)
- Le provocazioni di Emanuela (1988) (sous le nom de Arthur Wolf)
- Le sposine insaziabili (1988) (sous le nom de Arthur Wolf)
- Una calda femmina da letto (1989) (sous le nom de Jim Reynolds)
- Il vizio di Baby e l'ingordigia di Ramba (1989) (coréalisé avec Riccardo Schicchi)
- Supervogliose di maschi (1990) (sous le nom de Jim Reynolds)
- Cicciolina e Moana "Mondiali" (1990) (sous le nom de Jim Reynolds)
- Sorelle superbagnate (1990) (sous le nom de David Bird)
- Le depravazioni di Eva (1990) (sous le nom de Martin White)[7]
- I desideri di una ingenua (1990) (sous le nom de Arthur Wolf)
- Femmine perverse (1990) (sous le nom de Martin White)
- Giochi bestiali in famiglia (1990) (sous le nom de David Bird)
- Le donne di Mandingo (1990) (sous le nom de Jim Reynolds)
- I vizi transessuali di Moana (1990) (sous le nom de Jim Reynolds)
- Vogliose ed insaziabili per stalloni superdotati (1990) (sous le nom de Gregory J. Schell)[8]
- All’onorevole piacciono gli stalloni (1990) (sous le nom de Jim Reynolds)
- Amori particolari transessuali (1990) (sous le nom de Hans Ruiz)
- Le donne del peccato (1990) (sous le nom de Martin White)
- Moana il trans e la tettona (1990) (sous le nom de Jim Reynolds)[9]
- Baby la figlia libidinosa (1990) (sous le nom de Martin White)
- Desideri bestiali e voluttuosi (1991) (sous le nom de David Bird)
- Una donna chiamata Cavallo (1991) (sous le nom de Jim Reynolds)
- Il castello del piacere (1992) (sous le nom de Martin White)
- Analità profonda (1992) (sous le nom de Martin White)[10]
- Bocca calda mani di velluto - Cavalla per stalloni doc (1992) (sous le nom de Ely Martin)
- Colpo grosso in Porno Street (1992) (sous le nom de Martin White)
- Ore 9 scuola a tutto sesso - Goduria sfrenata (1992) (sous le nom de Martin White)
- La lunga gola di Baby (1992) (sous le nom de David Bird)
- Il mondo porno di Barby (1992) (sous le nom de Martin White)
- Ho scopato un'aliena (1992) (sous le nom de Martin White)
- Una bocca piena di sesso (1992) (sous le nom de Martin White)
- Oscenità selvaggia (1992) (sous le nom de Martin White)
- Super Moana (1992) (sous le nom de Jim Reynolds)
- Porno provini bagnati per Milli (1992) (sous le nom de Martin White)
- Tocco magico (1992) (sous le nom de Martin White)
- Visioni orgasmiche (1992) (sous le nom de Nicholas Moore)
- Vedo nudo (1993) (sous le nom de Martin White)
- Taboo di una moglie perversa - Milly P.R. porca e scatenata (1993) (sous le nom de James Fulker)[11]
- Più di Sodoma e Gomorra (1993) (sous le nom de Martin White)
- Sodoma piaceri proibiti (1993) (sous le nom de Martin White)[12]
- Erotismo e perversioni (1993) (sous le nom de David Bird)
- In due di dietro (1993) (sous le nom de Martin White)
- Strane sensazioni bestiali - Animalità (1994) (sous le nom de Tony Yanker)[13]
- Belle pazze scatenate vogliose - Le ragazze pon pon (1994) (sous le nom de Ely Martin)
- Offerta indecente (1994) (sous le nom de Tony Yanker)[14]
- Mandingo Superstar (1994) (sous le nom de Tony Yanker)[15]
- Avanti e dietro c’è posto (1994) (sous le nom de Martin White)
- Superbrividi bestiali... infinitamente (1994) (sous le nom de Martin White)
- Sodomia forzata (1994) (sous le nom de Tony Yanker)
- Bestial Fantasy - Strani amori di donne (1994) (sous le nom de David Bird)
- Doppio contatto anale (1994) (sous le nom de Tony Yanker)
- L'angelo del sesso… anale (1995) (sous le nom de Nicholas Moore)
- Una vedova allegra (1995) (sous le nom de Nicholas Moore)
- Bestialmente ingorda (1996) (sous le nom de Nicholas Moore)
- Una famiglia per pene (1996) (sous le nom de Nicholas Moore)
- Calore di donna (1996) (sous le nom de Nicholas Moore)
- The Erotic Adventures of Zorro (1996) (sous le nom de Nicholas Moore)
- Le porcone volanti (1997) (sous le nom de John Bird)
- Le fantasie anali di Milly (1997) (sous le nom de Tony Yanker)
- Intrigo sotto le gonne (1997) (sous le nom de Nicholas Moore)
- Lucretia - Una stirpe maledetta (1997) (sous le nom de Nicholas Moore)
- Le magnifiche 7 (1997) (sous le nom de Nicholas Moore)
- Francesca - Sinfonia anale (1997) (sous le nom de Nicholas Moore)
- La puttana dello spazio (1998) (sous le nom de Nicholas Moore)
- Peccati veniali (1998) (sous le nom de Nicholas Moore)
- Mata Hari (1998) (sous le nom de Nicholas Moore)
- Sexy Killer (1999) (sous le nom de Nicholas Moore)
- Koyack (1999) (sous le nom de Nicholas Moore)
- KKK – Storie violente dell’America di ieri (2000) (sous le nom de Nicholas Moore)
- Il desiderio di spiare mia moglie (2001) (sous le nom de Nicholas Moore)